# Twin (Fernsehserie)
Twin (englisch für Zwilling, stilisiert als TWIN) ist eine norwegische Nordic-Noir-Fernsehserie von Kristoffer Metcalfe mit Kristofer Hivju in einer Doppelrolle als Zwillinge. Die achtteilige Staffel erschien in Norwegen ab dem 27. Oktober 2019 bei dem Fernsehsender NRK1 und wurde in Deutschland am 18. Dezember 2020 in der ARD Mediathek veröffentlicht. Die Free-TV-Ausstrahlung erfolgt ab dem 5. Januar 2021 im Ersten.

## Produktion und Ausstrahlung
Das Konzept zu Twin wurde von Hivju und Metcalfe über etwa 15 Jahre entwickelt und war zunächst als Western gedacht. Während Hivju die Hauptrollen verkörpert, schrieb Metcalfe das Drehbuch und führte Regie. Die Dreharbeiten fanden vor Ort in der Region Lofoten statt; die Produktion unterstützten NRK und Nordisk Film. Als Premiere nahm sie am Wettbewerb von Series Mania im März 2019 teil. Außerdem wurde sie im Mai in Cannes gezeigt. In Norwegen lief sie im Oktober 2019 bei dem Sender NRK1 an; der deutsche Serienstart erfolgte im Dezember 2020 in der ARD Mediathek, bevor sie im Januar 2021 im Ersten ausgestrahlt wird.

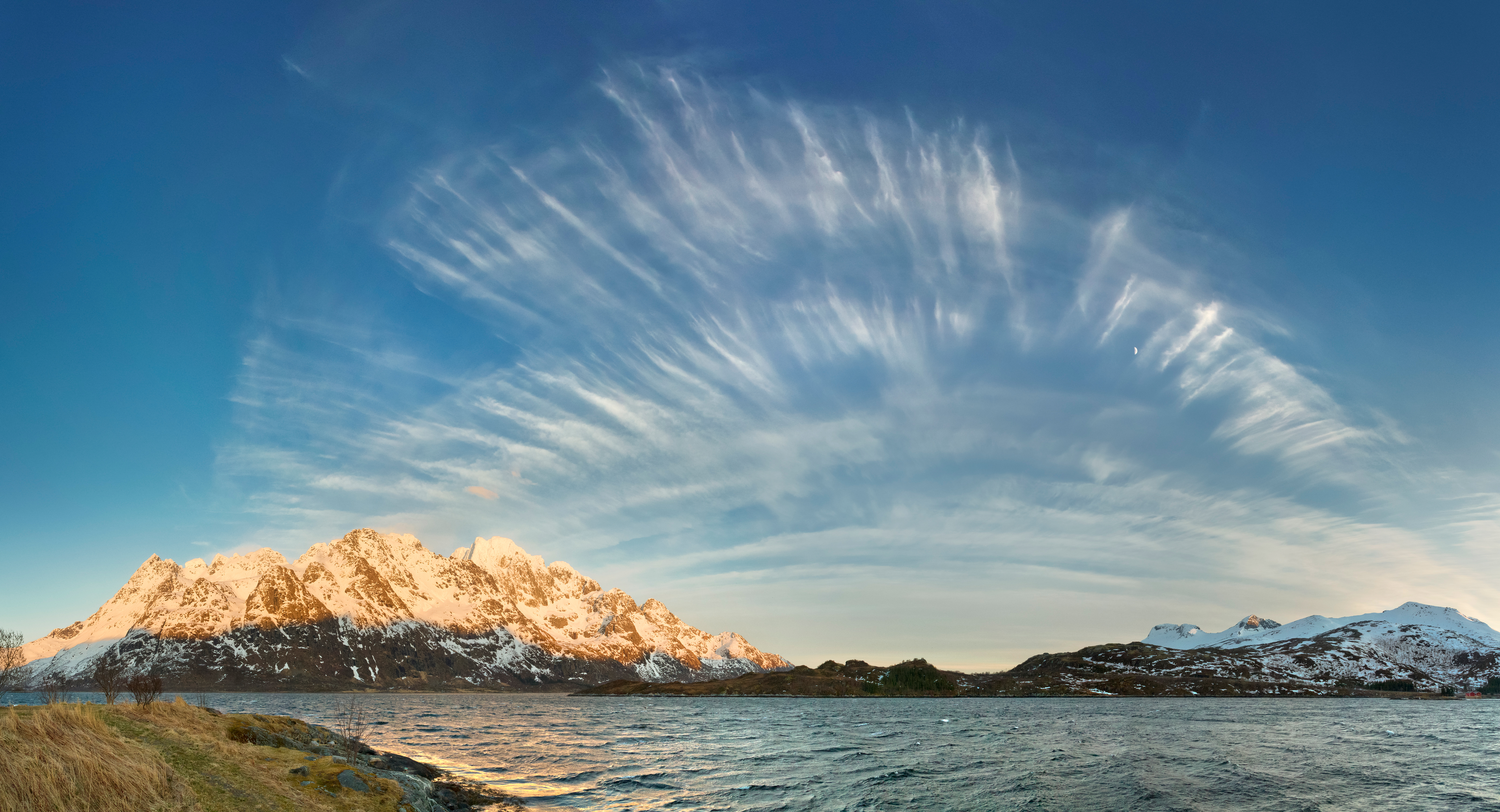
Austnesfjord bei Austvågøya

## Handlung
Adam und Erik Moen sind in Norwegen lebende eineiige Zwillinge, die sich seit 15 Jahren nicht mehr gesehen haben und völlig unterschiedliche Leben führen: Adam als Familienvater und erfolgreicher Bootsverleihbetreiber auf den Lofoten, Erik als verschuldeter Surfer, der in einem gemieteten Wohnmobil lebt. Eine Auseinandersetzung mit dem Eigentümer wegen ausstehender Mietzahlungen endet in einem Verkehrsunfall, bei dem Erik mit dem Wohnmobil ins Meer stürzt. In der Sturmnacht auf der Suche nach einer Bleibe bittet Erik seinen Bruder um Hilfe, die ihm verweigert wird. Bei dem Versuch, auf dem im Hafen liegenden Boot des Bruders unterzukommen, geraten Adam und Erik in heftigen Streit, Adams Frau will schlichten und verletzt dabei ihren Ehemann schwer. Um seinen Bruder zu retten, entschließt sich Erik, ihn trotz schwerer See zum Hospital auf der Nachbarinsel zu fahren. Der Versuch misslingt, Adam geht über Bord.
Am Folgetag wird Adams Leiche angespült. Da über die nächtliche Bootsfahrt nichts bekannt ist, das Wohnmobil Eriks aber bereits in den Klippen entdeckt wurde, geht die örtliche Polizei davon aus, dass es sich bei dem Ertrunkenen um Erik handelt. Um Problemen auszuweichen, übernimmt Erik zunächst die Rolle seines Zwillingsbruders, was dadurch erleichtert wird, dass Adam zuvor öffentlich gemacht hatte, seine Familie und die Insel für eine Auszeit zu verlassen. Der Polizist Frank, ein Freund Eriks, hinterfragt indessen dessen angeblichen Unfalltod und ermittelt privat weiter.
In eingestreuten Rückblenden wird der Grund eines langjährigen Konfliktes offengelegt: der ‚erschlichene‘ Beischlaf des Zwillingsbruders mit der Verlobten Adams, der zeitlich gesehen mit dem Alter der Tochter Adams übereinstimmt.

## Episodenliste
| Nr. | Deutscher Titel   | Originaltitel | Erstausstrahlung Norwegen | Deutschsprachige Erstveröffentlichung (D) | Regie               | Drehbuch                                    |
| --- | ----------------- | ------------- | ------------------------- | ----------------------------------------- | ------------------- | ------------------------------------------- |
| 1 | Brüder            | Første dag    | 27. Okt. 2019             | 18. Dez. 2020                             | Kristoffer Metcalfe | Kristoffer Metcalfe, Anne Elvedal           |
| Thomas Hansen schleppt das von Erik als Wohnung genutzte Wohnmobil ab, nachdem er zwei Jahre keine Miete erhalten hat. Erik holt es sich gewaltsam zurück und stürzt damit ins Meer, als er daher von Thomas verfolgt und bedrängt wird. Er kann sich aber ungesehen retten und kreuzt auf der Suche nach Unterkunft durchnässt bei seinem Zwillingsbruder Adam auf. Auf dessen Boot kommt es nachts zwischen den beiden zu einem brutalen Kampf. Beim Versuch sie auseinanderzubringen, wird Adam von seiner Frau Ingrid ungewollt verletzt und bleibt bewusstlos liegen. Erik möchte Adam mit dem Boot in die Notaufnahme bringen, aber wegen Aussetzern im Antrieb und schwerer See gehen beide über Bord. Am Morgen darauf wird Adams Leiche am Fjord gefunden und für Erik gehalten, während dieser von Ingrid lebend aufgefunden wird. |                   |               |                           |                                           |                     |                                             |
| 2 | Rollentausch      | Andre dag     | 27. Okt. 2019             | 18. Dez. 2020                             | Kristoffer Metcalfe | Kristoffer Metcalfe, Vegard Steiro Amundsen |
| Aus Angst der Tötung bezichtigt zu werden, verschweigen Ingrid und Erik den wahren Sachverhalt. so dass man weiterhin Erik für Adam hält. Polizist Frank benachrichtigt Eriks Bekannte von dessen Unfalltod, an dessen Hergang er im Laufe der Serie immer größere Zweifel entwickelt. Erik identifiziert den toten Adam als sich selbst, der danach zur Obduktion überführt wird. Da Erik sich für daraus ergebende Fragen zur Verfügung halten soll, kann er nicht verschwinden und muss noch ein paar Tage vorgeben, Adam zu sein. Er zieht anstelle von Adam in Ingrids Keller, die ihren Kindern erzählt, deren Vater ginge es nach dem Verlust seines Bruders nicht gut. |                   |               |                           |                                           |                     |                                             |
| 3 | Hohe Wellen       | Tredje dag    | 3. Nov. 2019              | 18. Dez. 2020                             | Erika Calmeyer      | Kristoffer Metcalfe, Anne Elvedal           |
| Eriks Surferfreunde kommen vorbei, um seine Sachen abzugeben, wobei sie auch Ingrids Tochter Karin kennenlernen. Während Ingrid eine Präsentation über ihr Unternehmen vor der Verwaltungsbehörde halten muss, die Adam vorbereitet hatte und bei der sie anfängt zu weinen, taucht das Boot wieder auf und Erik muss mit Ingrids Vater Alfred es abholen fahren. Erik beginnt ein Loch am Boot selbst zu reparieren, was Adam nicht getan hätte. Frank kommt vorbei, um sein Beileid auszusprechen und auszudrücken, wie viel Erik ihm bedeutet hat. Karin verlässt eine Party ihrer Freunde und fährt zu den Surfern. |                   |               |                           |                                           |                     |                                             |
| 4 | Stürmische Zeiten | Fjerde dag    | 3. Nov. 2019              | 18. Dez. 2020                             | Erika Calmeyer      | Kristoffer Metcalfe, Anne Elvedal           |
| Es ist Frederiks Geburtstag, aber Karin ist über Nacht nicht nach Hause gekommen. Während Ingrid bei Karins Freunden nachfragt, fährt Erik zu den Surfern, wo er sie aus stürmischen Wellen rettet. Als eine weitere Party ihrer Freunde von der Polizei aufgelöst wird, nimmt Frank Karin zu sich mit, weil sie nicht nach Hause will. Er bemerkt dabei blaue Flecken an ihren Armen. Aufgrund von Karins nebulösen Formulierungen glaubt er, ihr Vater habe ihr diese beigebracht, was aber tatsächlich bei ihrer Rettung geschah. |                   |               |                           |                                           |                     |                                             |
| 5 | Flucht nach vorn  | Femte dag     | 10. Nov. 2019             | 18. Dez. 2020                             | Erika Calmeyer      | Kristoffer Metcalfe, Anne Elvedal           |
| Während Ingrid Karin abholt, muss Erik Frederik in den Kindergarten bringen, ohne den Weg zu kennen. Als Karin sagt, dass sie Erik am Unfalltag bei ihnen gesehen hat, schlägt Ingrid sie und versucht ihr einzureden, es sei Adam gewesen und dass dieser sie verlassen will. Erik hat ein Gespräch mit dem Pfarrer. Frank spricht mit Adams Mitarbeiter Trond und mit Thomas Hansen, der Erik das Wohnmobil vermietet hatte. Er gibt zu, dass er mit Eriks Unfall zu tun hatte, danach aber nochmals an den Unfallort zurückkehrte und Erik nicht mehr da gewesen sei. Frank lässt ihn eine Aussage bei der Polizei machen, die ihn über Nacht da behält. |                   |               |                           |                                           |                     |                                             |
| 6 | Dunkle Wolken     | Sjette dag    | 10. Nov. 2019             | 18. Dez. 2020                             | Erika Calmeyer      | Kristoffer Metcalfe                         |
| Ingrid erlaubt Karin nicht, mit ihrem Vater/Erik wegzugehen. Erik muss als Adam bei Gesprächen mit Journalisten über das Familienunternehmen und mit dem Bestatter überzeugen. In der Schule sprechen die Leiterin und Karins Lehrer mit ihren Eltern über ihre schlechten Leistungen des letzten Jahres, wobei Erik in eine Wutrede über das System verfällt. Frank wird gesagt, dass er sich aus dem Fall heraushalten soll, aber er sieht sich den Unfallort noch einmal genauer an. Karin nimmt Frederik mit und fährt mit ihm heimlich weg, während auch Erik packt, um endlich zu verschwinden. Ein Rückblick zeigt, dass in ihrer Jugend einmal Erik und Ingrid, die ihn für Adam hielt, miteinander geschlafen haben und die Tochter Karin gezeugt haben.                                                                            |                   |               |                           |                                           |                     |                                             |
| 7 | Spurensuche       | Syvende dag   | 17. Nov. 2019             | 18. Dez. 2020                             | Kristoffer Metcalfe | Kristoffer Metcalfe, Anne Elvedal           |
| Ingrid findet Karin und Frederik im Ferienhaus. Als Karin ihren Verdacht äußert, der Lebende sei nicht ihr Vater Adam, sondern Erik, versucht Ingrid sie zu überzeugen, sie sei nur verwirrt. Frank erfährt von Trond, dass Erik am Unfalltag bei Adam war, wie ihm schon Karin sagte, und dass Adam einen Flug nach Oslo gebucht habe. Nachdem Frank seine Indizien der leitenden Ermittlerin Margrete präsentiert hat, fangen sie Erik noch kurz vor dem Abflug ab und behalten ihn über Nacht auf der Wache. Ingrids Vater sagt ihr, dass er die Wahrheit erkannt habe und stolz auf sie sei; er geht jedoch davon aus, dass Erik getötet wurde. |                   |               |                           |                                           |                     |                                             |
| 8 | Bruderliebe       | Siste dag     | 17. Nov. 2019             | 18. Dez. 2020                             | Kristoffer Metcalfe | Kristoffer Metcalfe                         |
| Erik wird erst von Margrete befragt und dann noch einmal alleine von Frank, der seine Theorie erklärt, Adam habe Erik umgebracht. Schließlich werden sowohl Erik als auch Thomas entlassen. Während Frederik beim Fußballtraining ist, übernimmt Ingrid Adams Arbeit und Karin kehrt heim. Kurz bevor er in das Flugzeug steigt, wird Erik angerufen, dass Frederik sich ein Bein gebrochen hat, weil er von einem Felsen aus dem Flugzeug zuwinken wollte. Erik fliegt daraufhin nicht weg, sondern fährt ins Krankenhaus zu der Familie. Auf der Bestattungsfeier hält Erik eine Rede – als Adam über dessen Bruder, also über sich selbst. Danach fährt er alleine davon. |                   |               |                           |                                           |                     |                                             |

## Besetzung und Synchronisation

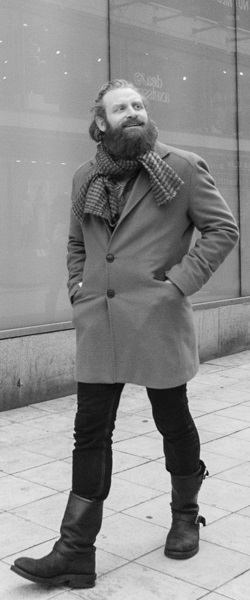
Kristofer Hivju spielt eine Doppelrolle.

Die deutschsprachige Synchronisation entsteht nach Dialogbüchern und unter der Dialogregie von Stephan Hoffmann durch Cinephon.
| Rolle              | Beschreibung                                    | Darsteller                             | Synchronsprecher  |
| ------------------ | ----------------------------------------------- | -------------------------------------- | ----------------- |
| Adam & Erik Moen   | Zwillinge: Erik – Surfer; Adam – Bootsverleiher | Kristofer Hivju, Vebjørn Enger (jung)  | Armin Schlagwein  |
| Ingrid Williksen   | Adams Frau                                      | Rebekka Nystabakk, Sigrid Erdal (jung) | Aline Staskowiak  |
| Alfred Williksen   | Ingrids Vater                                   | John Sigurd Kristensen                 | Bodo Wolf         |
| Karin Williksen    | Ingrids Tochter, 15 Jahre                       | Mathilde Holtedahl Cuhra               | Stella Sommerfeld |
| Frederik Williksen | Ingrids Adoptivsohn                             | Øyvind Samuel Palerud                  | Mika Hinze        |
| Trond              | Adams Mitarbeiter und Freund                    | John Emil Jørgensrud                   | Jan-Philipp Jarke |
| Frank              | Polizist, Eriks Freund                          | Gunnar Eiriksson                       | Julien Haggège    |
| Vilde              | Franks Tochter                                  | Sara Daldorff Kanck                    | Noa Sarah Hadad   |
| Margrete           | Polizistin, leitende Ermittlerin                | Ellen Brigitte Winther                 | Silke Matthias    |
| Thomas Hansen      | Eriks Gläubiger, Franks Cousin                  | Kim Sørensen                           | Sven Brieger      |
| Edel               | Thomas’ Mutter, Franks Tante                    | Ragna Schwenke                         | Eva-Maria Werth   |
| Mary               | Eriks Geliebte                                  | Nanna Blondell                         | Anja Mentzendorff |

## Rezensionen
Mike Hale von der New York Times rezensiert, Twin halte das Interesse der Zuschauer aufrecht und habe auch emotionales Gewicht als geradliniges Drama mit Elementen einer „Fisch aus dem Wasser“-Komödie. Dazu seien die Lofoten, eine äußerst fotogene Gegend, ein bedeutender Bonus.
Matthias Hannemann von der FAZ findet, „Twin sollte man unbedingt sehen, sofern man nicht innerlich zu unruhig für die langsame Erzählweise ist, durch die das Innenleben der Figuren in den Mittelpunkt rückt und anhand der Gesichter studiert werden will.“